# 宝塚歌劇団45期生
宝塚歌劇団45期生（たからづかかげきだん45きせい）とは、1957年（昭和32年）に宝塚音楽学校に入学し、1959年（昭和34年）に卒業。同年、宝塚歌劇団に入団し、『花田植』『ラブリーロマンス』で初舞台を踏んだ57人を指す。

## 概要
この期より宝塚音楽学校の修業年限は予科・本科の2年制に移行した。

## 主な生徒
- 高城珠里：元星組男役
- 八汐路まり：元月組主演娘役
- 岸香織：元専科、宝塚歌劇団構成会議委員
- 城火呂絵：元専科女役
- 藍葉子：夫は野坂昭如。娘は花景美妃・愛耀子
- 加茂みどり：のちに加茂すみれに改名。のちにプロボウラーに転身。姉は加茂さくら

## 一覧
| 芸名         | 読み仮名          | 誕生日   | 出身地         | 出身校                   | 芸名の由来                      | 愛称                    | 役柄 | 退団年 | 備考                                                                          |
| ------------ | ----------------- | -------- | -------------- | ------------------------ | ------------------------------- | ----------------------- | ---- | ------ | ----------------------------------------------------------------------------- |
| 藍葉子       | あい ようこ       | 10月3日  | 東京都         | 実践女子学園             |                                 | ヨーコ                  |      | 1962年 | 夫は作家の野坂昭如 娘は花景美妃・愛耀子                                       |
| 赤城由美     | あかぎ ゆみ       | 10月21日 | 東京都         | 実践女子学園高等女学校   | 赤城山に因む                    | ノコちゃん              |      | 1960年 |                                                                               |
| 茜美樹       | あかね みき       | 3月27日  | 東京都         | 桜蔭学園高等部           | 本名                            | アカネちゃん            |      | 1963年 |                                                                               |
| 明左弓       | あきら さゆみ     | 11月13日 | 東京都         | 森村学園                 | 白井鐵造が命名                  | ニーコ                  |      | 1966年 | 妹は明ゆう子                                                                  |
| 朝影由花     | あさかげ ゆか     | 6月22日  | 東京都         | 武蔵野女子学院           |                                 | ノコ ミヤケちゃん       |      | 1965年 | 改名後・北原真紀（きたはら まき） 娘は北原里麻                                |
| 朝路ひかる   | あさじ ひかる     | 4月29日  | 兵庫県神戸市   | 横須賀市緑ヶ丘学院       | 内海重典が命名                  | オシバ                  |      | 1967年 |                                                                               |
| 東いさみ     | あずま いさみ     | 5月14日  | 東京都         | 成城学園                 | 東生まれに因む                  | ボクちゃん              |      | 1963年 | 姉は花吹美東里                                                                |
| 伊奈ちぐみ   | いな ちぐみ       | 6月21日  | 大阪府         | 梅花学園                 |                                 | オミヤ                  |      | 1962年 |                                                                               |
| 丘千明       | おか ちあき       | 2月18日  | 兵庫県尼崎市   | 神戸親和学園             | 本名                            | チヨちゃん              |      | 1980年 |                                                                               |
| 橿原さより   | かしはら さより   | 10月22日 | 大阪府大阪市   | 四天王寺学園             | 郷里に因む                      | ケイコ                  |      | 1966年 |                                                                               |
| 加茂みどり   | かも みどり       | 8月19日  | 東京都         | 京都精華高等女学校       | 姉の芸名を 名前だけ変える       | シゲちゃん              |      | 1968年 | 改名後・加茂すみれ（かも すみれ） 姉は加茂さくら                              |
| 岸香織       | きし かおり       | 4月6日   | 大阪府大阪市   | 大谷高等学校             | 本名                            | キッシャン キシモトさん | 男役 | 1999年 | 後に両役を手掛ける                                                            |
| 君塚えみ     | きみづか えみ     | 10月29日 | 東京都         | 森村学園                 | 出身地に因む                    | エミちゃん              |      | 1963年 |                                                                               |
| 桐紫珠子     | きり しずこ       | 12月7日  | 大阪府豊中市   | 梅花学園                 | 家族で考案                      | 芋ちゃん                |      | 1965年 |                                                                               |
| 九重薫       | ここのえ かおる   | 4月19日  | 東京都         | 同志社女子高等学校       | 和歌                            | ハムコ                  |      | 1961年 |                                                                               |
| 琴浦一恵     | ことうら かずえ   | 6月27日  | 香川県琴平町   | 琴平中学校               | 出身地に因む                    | 赤ちゃん                |      | 1965年 |                                                                               |
| 小松千恵     | こまつ ちえ       | 1月1日   | 大阪府豊中市   | 金蘭会高等学校           |                                 | オクチン チエちゃん     |      | 1962年 | 妹は輝みちる 在団中に死去                                                     |
| 嵯峨三千代   | さが みちよ       | 3月16日  | 大阪府         | 学習院                   |                                 | サッちゃん              |      | 1961年 |                                                                               |
| 笹潤子       | ささ じゅんこ     | 10月13日 | 大阪府         | 天王寺高等学校           | 水代玉藻が命名                  | オスギ                  |      | 1974年 |                                                                               |
| 幸なほみ     | さち なおみ       | 2月17日  | 京都府京都市   | 精華女子高等学校         | 幸せであるように                | ヨリチン                |      | 1963年 |                                                                               |
| 里園ゆかり   | さとぞの ゆかり   | 12月6日  | 東京都         | 恵泉女学院高等学校       | 本名                            | ユリコ                  |      | 1971年 |                                                                               |
| 三城千佳     | さんじょう ちか   | 3月27日  | 愛知県名古屋市 | 南山女子高等学校         | 名古屋城に因む                  | オトミ トンちゃん       |      | 1964年 |                                                                               |
| 城火呂絵     | じょう ひろえ     | 3月30日  | 鳥取県米子市   | 米子西高等学校           | 岡本喜八が命名                  | はんちゃん              | 娘役 | 2005年 | 日本舞踊・西川絆 同・藤間藤左                                                 |
| 白峰万里子   | しらみね まりこ   | 12月22日 | 香川県坂出市   | 丸亀市藤井学園           | 土地の山と 神社の名に因む       | クロちゃん ヤマちゃん   |      | 1966年 |                                                                               |
| 末広栄       | すえひろ さかえ   | 6月6日   | 大阪府         | 春日丘高等学校           |                                 | エミー エミちゃん       |      | 1963年 |                                                                               |
| 高城珠里     | たかしろ じゅり   | 2月3日   | 東京都         | 東京学芸大学附属高等学校 | 尊師が命名                      | エッちゃん              | 男役 | 1967年 |                                                                               |
| 滝みつる     | たき みつる       | 12月12日 | 東京都         | 女子立正高等学校学園     |                                 | 竹さん                  |      | 1965年 |                                                                               |
| 竹川由起     | たけがわ ゆき     | 7月4日   | 京都府京都市   | 同志社女子高等学校       |                                 | タカちゃん              |      | 1967年 |                                                                               |
| 橘香久子     | たちばな かくこ   | 1月24日  | 大阪府         | 箕面自由学園高等部       | 万葉集                          | カッコちゃん            |      | 1967年 | 娘は橘梨矢                                                                    |
| 田月小百合   | たづき さゆり     | 6月10日  | 兵庫県神戸市   | 親和学園                 |                                 | チーコ                  |      | 1962年 |                                                                               |
| 谷こだま     | たに こだま       | 7月28日  | 兵庫県神戸市   | 海星女学院               | 初代・尾上さくらが命名          | レイコちゃん            |      | 1963年 |                                                                               |
| 月乃江まどか | つきのえ まどか   | 11月22日 | 大阪府大阪市   | 松蔭女学院               |                                 | ノマチン                |      | 1965年 |                                                                               |
| 十保里すみれ | とおり すみれ     | 12月28日 | 兵庫県西宮市   | 神戸山手学園             |                                 | オコ                    |      | 1963年 |                                                                               |
| 望千晴       | のぞみ ちはる     | 11月8日  | 台湾           | 大阪茨木高等学校         |                                 | オハル                  |      | 1962年 |                                                                               |
| 花影さゆり   | はなかげ さゆり   | 4月3日   | 大阪府大阪市   | 高津高等学校             |                                 | マッちゃん              |      | 1962年 |                                                                               |
| 原千雪       | はら ちゆき       | 3月10日  | 兵庫県神戸市   | 小林聖心女子学園         | 父の名を捩って命名              | リミちゃん              |      | 1961年 |                                                                               |
| 広丘路生     | ひろおか みちお   | 1月6日   | 東京都         | 調布女学園               | 希望を持って この路を進むように | キム                    |      | 1961年 |                                                                               |
| 星美沙       | ほし みさ         | 10月25日 | 満州           | 甲子園学院               | 高橋廉が命名                    | あきちゃん あつ子       |      | 1967年 | 姉は星寿美 娘は都布良ひとみ 夫は宝塚歌劇団作曲家の中元清純                    |
| 穂波しのぶ   | ほなみ しのぶ     | 1月1日   | 福岡県福岡市   | 福岡女学院               | 家の店名から取る                | フッちゃん              |      | 1962年 |                                                                               |
| 真澄典子     | ますみ のりこ     | 9月21日  | 大阪府大阪市   | 大阪女学院高等学校       |                                 | ナガちゃん がちゃこ     |      | 1972年 |                                                                               |
| 窓ゆみ代     | まど ふみよ       | 7月24日  | 大阪府大阪市   | 東大谷中学校             | 勅題に因み、 渡辺武雄が命名     |                         |      | 1966年 | 妹は天乃川美鈴 ホテル阪急インターナショナル内「吉兆」アシスタントマネージャー |
| 真辺美里     | まなべ みさと     | 4月26日  | 兵庫県神戸市   | 神戸山手学園             | 父の知人が命名                  | モコ                    |      | 1965年 |                                                                               |
| 万城ゆかり   | まんじょう ゆかり | 8月4日   | 神奈川県       | 鶴見女子学園             | 尊敬する人の名前                | シーちゃん カリコ       |      | 1964年 |                                                                               |
| 美果あゆみ   | みか あゆみ       | 3月11日  | 大阪府大阪市   | 梅花学園                 | 母が命名                        | カズミ                  |      | 1960年 |                                                                               |
| 水島みのる   | みずしま みのる   | 2月5日   | 東京都         | 恵泉女学園               | 何でも水が無ければ 実らない     | ケイコ                  |      | 1974年 |                                                                               |
| 峯千景       | みね ちかげ       | 2月8日   | 石川県金沢市   | 北陸学院高等部           | 出身地・白山に因む              | アコ                    |      | 1964年 |                                                                               |
| 宮悠喜子     | みや ゆきこ       | 4月1日   | 大阪府大阪市   |                          | 戸板康二が命名                  | ヨッさん テルちゃん     |      | 1965年 |                                                                               |
| 百重都       | ももえ みやこ     | 2月23日  | 兵庫県神戸市   | 西宮高等学校             | 万葉集                          | ヤットン                |      | 1963年 | 妹は椰子夏実                                                                  |
| 八雲楊子     | やぐも ようこ     | 10月2日  | 鳥取県倉吉市   | 倉吉西高等学校           | 神代錦が命名                    | ルミ モンちゃん         |      | 1962年 |                                                                               |
| 八坂朱美     | やさか あけみ     | 10月24日 | 大阪府大阪市   | 神戸新和学園             | 知人が命名                      | いっそん ヨッちゃん     |      | 1968年 |                                                                               |
| 八汐路まり   | やしおじ まり     | 3月10日  | 和歌山県       | 妙寺中学校               |                                 | ベンちゃん              | 娘役 | 1970年 |                                                                               |
| 弥生一美     | やよい かずみ     | 3月3日   | 京都府京都市   | 桃山中学校               | 誕生日に因む                    | カーコ                  |      | 1960年 |                                                                               |
| 夕凪千月     | ゆうなぎ ちづき   | 8月15日  | 東京都         | 京華学園                 | 尊師が命名                      | マッチン オネエちゃん   |      | 1963年 |                                                                               |
| 雪七子       | ゆき ななこ       | 2月19日  | 兵庫県神戸市   | 海星女子学院             |                                 |                         |      | 1962年 |                                                                               |
| 豊るり子     | ゆたか るりこ     | 11月10日 | 愛知県豊橋市   | 豊橋東高等学校           | 出身地に因む                    | ノンコ                  |      | 1969年 | 改名後・豊みのる（ゆたか みのる）                                             |
| 夢まり花     | ゆめ まりか       | 7月26日  | 大阪府大阪市   | 樟蔭高等学校             | 母が命名                        | ポッポ                  |      | 1962年 |                                                                               |
| 若月寿々代   | わかつき すずよ   | 7月7日   | 愛知県名古屋市 | 椙山女学校中等部         | 尊師が命名                      | ツタちゃん              |      | 1961年 | 改名後・若月寿々（わかつき すず） 娘は鈴懸三由岐                              |